# カルバートン駅
カルバートン駅（英: Calverton）とはかつてニューヨーク州カルヴァートンに存在したロングアイランド鉄道 (LIRR) のグリーンポート支線の停車駅である。その駅は1880年に建築され1958年に閉鎖された。

## 歴史
カルバートン駅は当初1880年ごろにベイティング・ホロウ (Baiting Hollow) として建設された。It was also intended to be the terminus of one of two formerly proposed extensions of the Wading River Branch.1922年ごろにその停車場は閉鎖され非公表の場所へ移転され、2番目の停車場は同年ごろにより東に建設された。それはにレイルロード・アベニューのうちノース・リバー・ロードとエドワード・アベニューに挟まれた区間にあった。1926年8月13日、カルバートンは死者を出したゴールデンズ・ピクルス・ワークス (Golden’s Pickle Works) の事故の現場となった。その駅は1958年に閉鎖され、また閉鎖されているにもかかわらず、その駅のための待合所はつい2013年10月まで立っていた
。
その駅の西には、1990年代初頭に閉鎖されたグラマンが使用していた海軍武器工業予備工場への分岐線が存在した。2010年2月には、その分岐線を同空港の工業団地に貢献するニューヨーク&アトランティック鉄道の貨物列車のために350万ドルの再建活動で復活させるという計画が発表された。資金は連邦刺激資金から来る。その分岐線は同空港へ向かうコネチカット・アベニューに平行している。